# Župnija Sv. Trojica nad Cerknico
Župnija Sv. Trojica nad Cerknico je rimskokatoliška teritorialna župnija dekanije Cerknica nadškofije Ljubljana.

### Farne spominske plošče
V župniji so postavljene Farne spominske plošče, na katerih so imena vaščanov iz okoliških vasi (Andrejčje, Bočkovo, Gradiško, Hiteno, Hribarjevo, Jeršanovo, Lovranovo, Mramorovo, Ograda, Polšeče, Rožanče, Sleme, Slugovo, Sv. Trojica, Ulaka, Zales in Zavrh), ki so padli nasilne smrti na protikomunistični strani v letih 1942-1945. Skupno je na ploščah 47 imen.